# Maison noble de Rochefort
Pour les articles homonymes, voir château de Rochefort.
La maison noble de Rochefort, ou château de Rochefort, est un château situé à La Haie-Fouassière, en France.

## Localisation
Le château est situé sur la commune de La Haie-Fouassière, dans le département de la Loire-Atlantique.

## Historique
Le château est construit par Charles de Goyon-Rochefort en 1764 sur les plans de l'architecte Jean-Baptiste Ceineray,.
Plusieurs éléments de la maison et du domaine sont inscrits au titre des monuments historiques par arrêté du 29 juin 2018, à savoir :
- les parcelles composant le domaine ;
- le mur de clôture nord ;
- l'assiette, les perspectives et les façades et toitures de la maison noble, et, à l'intérieur : 
  - le salon de compagnie en totalité, avec son décor, sa cheminée et son trumeau de glace, et les deux buffets d'encoignure,
  - les cheminées de la bibliothèque et de la salle à manger actuelles ;
- deux corps de communs et du bâtiment rustique à l'italienne adossé à l'aile nord ;
- en totalité, le bâtiment du grand pressoir et du petit pressoir, ainsi que les pressoirs à long fût d'origine qui s'y trouvent ;
- la cour avec ses murs en exèdre, son fossé et les piliers du portail ;
- le mur de clôture de la basse-cour.